# 菲律賓紫斑蝶
菲律賓紫斑蝶（学名：Euploea swainson），又名黑岩斑蝶、史氏紫斑蝶、史氏斑蝶，为蛺蝶科紫斑蝶屬下的一个种。

## 扩展阅读
- 維基物種上的相關：菲律賓紫斑蝶
- 维基共享资源上的相關多媒體資源：菲律賓紫斑蝶